# Braeval
Braeval je skotská palírna společnosti Pernod Ricard nacházející se ve vesnici Chapeltown poblíž Ballindalloch v hrabství Banffshire, jež vyrábí skotskou sladovou malt whisky.

## Historie
Palírna byla založena v roce 1972. Posledním majitelem byla společnost Pernod Ricard. Palírna stojí na velmi odlehlém místě nazývaném Braes of Glenlivet. Palírna má dvě kádě a čtyři destilační kotle. Produkovala whisky značky Braes of Glenlivet, což byla dvanáctiletá whisky s obsahem alkoholu 40 %. Část produkce se používala do míchaných whisek. V této whisky je cítit lehkost s bohatým ovocným a sladovým charakterem, jejíž závěr chutná po jahodách. Tato palírna byla v roce 2002 uzavřena.